# Kumiko Hayashi
Kumiko Hayashi (林久美子, Hayashi Kumiko), née le 7 septembre 1972, est une femme politique japonaise, représentant la préfecture de Shiga à la Chambre des conseillers du Japon pour le Parti démocrate du Japon. Elle est également nommée au gouvernement Kan en 2010, en tant que secrétaire parlementaire chargée de l'Éducation, de la Culture, des Sports, des Sciences et de la Technologie.

## Jeunesse et carrière pré-électorale
Hayashi naît le 7 septembre 1972 à Yōkaichi, dans la préfecture de Shiga. Elle obtient en mars 1995 un diplôme de la faculté de littérature de l'université Waseda. Elle rejoint à la sortie de l'université la chaîne de télévision locale Biwako Broadcasting. 
Elle rejoint en 2002 le réseau communautaire Koto (ja), une autre chaîne de télévision locale de la préfecture de Shiga, où elle occupe le poste de présentatrice. 

## Carrière électorale
Elle se présente en 2004 aux élections à la Chambre des conseillers du Japon de la même année (en). À a suite d'une élection interne pour savoir qui représentera le Parti démocrate du Japon dans la préfecture de Shiga, elle obtient l'investiture du parti, et est ensuite élue à la Chambre des conseillers.
En 2007, elle est nommée dans le Cabinet suivant du Japon, cabinet fantôme formé de 1999 à 2009 par le Parti démocrate, principale force d'opposition au Japon durant ces périodes, au poste de Ministre de l'Éducation, de la Culture, des Sports, des Sciences et de la Technologie.
En 2010, Hayashi est candidate à sa réélection lors des élections à la Chambre des conseillers du Japon de la même année (en). Elle axe sa campagne sur la mise en place d'une réelle politique contre les inégalités homme-femme, ainsi qu'une redynamisation de l'agriculture de la préfecture de Shiga. Elle est réélue, et nommée la même année au poste de secrétaire parlementaire chargée de l'Éducation, de la Culture, des Sports, des Sciences et de la Technologie au sein du gouvernement Kan. 
Elle n'est pas réélue en 2016 à la suite des élections à la Chambre des conseillers, et annonce prendre sa retraite de la vie politique. 

## Carrière post-électorale
Elle retrouve une carrière médiatique après sa carrière politique, intervenant notamment à la télévision et à la radio en tant que commentatrice sur des questions sociales. Elle écrit également en tant que chroniqueuse officielle pour la version japonaise du magazine Forbes.

## Prises de positions

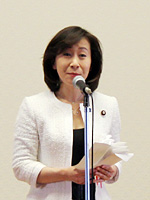
Kumiko Hayashi en 2011, lors d'une cérémonie publique.

Contrairement au Premier ministre Shinzō Abe, Hayashi ne souhaite pas de révision de la constitution antimilitariste du Japon. 
D'un point de vue sociétal, elle se déclare favorable à l'obtention du droit de vote aux élections locales par les résidents de longue durée au Japon.

## Vie privée
Elle épouse en 2013 Hiroshige Sekō, une figure politique du Parti libéral-démocrate japonais et proche de Shinzo Abe, lui aussi membre de la Chambre des conseillers du Japon.